# هاینکل هائی ۶۳
هاینکل ۶۳ (به انگلیسی: Heinkel He 63) یک هواگرد ساختِ کارخانهٔ هاینکل در کشور آلمان است . این هواگرد برای نخستین بار در ۱۹۳۲ میلادی مورد استفاده قرار گرفت.